# بیابان قره‌قوم

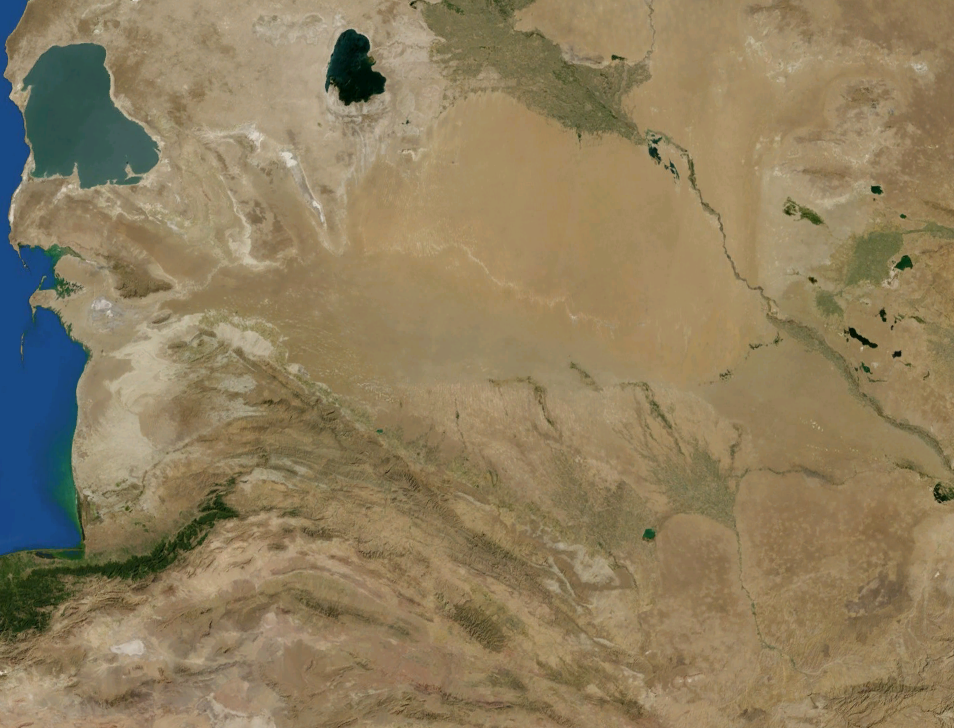
تصویر قره‌قوم از بالا توسط ناسا.

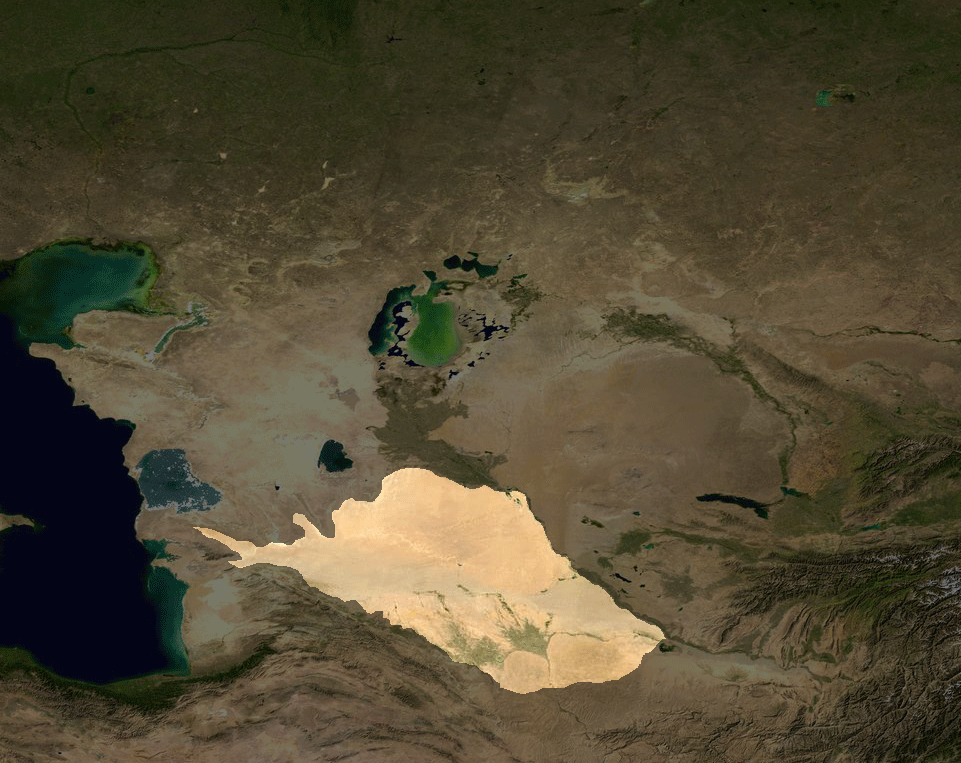
موقعیت قره‌قوم در آسیای میانه.

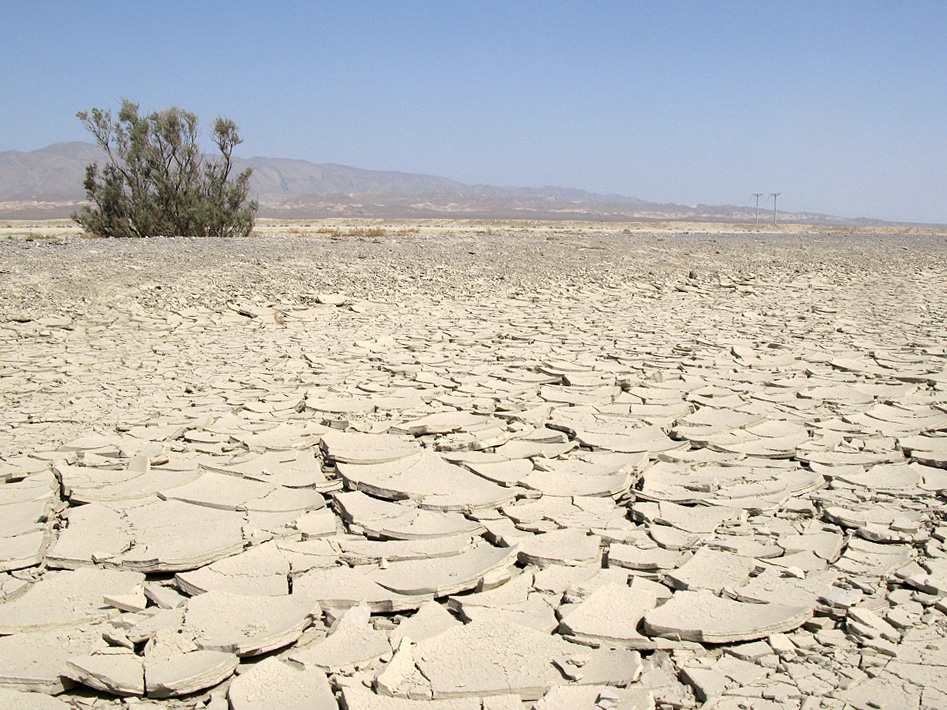
نمایی از بیابان قره‌قوم.

بیابان قَرَه‌قوم (به معنای شن سیاه)، بیابانی است در آسیای میانه و یکی از بزرگ‌ترین کویرهای شنی جهان که حدود ۷۰ درصد از مساحت کشور ترکمنستان (۳۵۰ هزار کیلومتر مربع) را پوشانده‌است.
این بیابان از دریاچهٔ آرال (خوارزم) در شمال تا کوهستان‌های کپه‌داغ در جنوب، و از رودخانهٔ آمودریا در شمال شرق تا دریای خزر در باختر گسترش پیدا کرده‌است.
این بیابان نواحی غربی، مرکزی و شمالی ترکمنستان را دربرگرفته، و ادامهٔ آن به قزاقستان هم کشیده شده‌است. قره‌قوم با میانگین ۶٫۵ نفر در هر کیلومتر مربع سرزمینی کم‌جمعیت است و بارندگی در آن هم بسیار کم است به صورتی که در برخی مناطق آن هر ده سال یک بار مقداری بارش دیده می‌شود. ماسه‌های آرال قره‌قوم از یک باتلاق نمکی تشکیل شده‌است که از تبخیرهای ریز پراکنده و بقایای ذخایر معدنی قلیایی تشکیل شده‌است که از مزارع آبی به داخل حوضه شسته شده‌است.
کانال بزرگ قره‌قوم به طول تقریبی ۸۰۰ کیلوتر از این بیابان عبور می‌کند. واحه‌های مرو و تجن از مناطق بسیار مهم کشت پنبه در امتداد این کانال در بیابان قره‌قوم هستند و راه‌آهن سراسری خزر نیز از این بیابان عبور می‌کند.
قره‌قوم دارای منابع غنی نفت و گاز طبیعی است. حفرهٔ آتشینی به نام دروازهٔ جهنم از مکان‌های دورافتاده ولی دیدنی در قره‌قوم است.
در صحرای مرکزی قره‌قوم ترکمنستان میدان گازی عظیم «زامکی داروین» قرار دارد که گاز آن در اعماق حدود ۱٬۲۰۰ الی ۱٬۳۰۰ متری قابل دسترسی است ولی هرچه به طرف شرق برویم-به سمت دشت مرغاب-این ذخایر در اعماق حدود ۷٬۰۰۰ الی ۸٬۰۰۰ متری قرار دارند.
رودخانهٔ تجن که از به هم پیوستن دو رودخانهٔ هریرود و کشف‌رود در محل پل خاتون در مرزهای ایران و ترکمنستان به وجود می‌آید، از دیگر رودخانه‌های مهم ترکمنستان است که حدود ۱۲۵ کیلومتر از مرزهای ایران و ترکمنستان را تشکیل می‌دهد و سپس به طول ۹۰ کیلومتر در خاک ترکمنستان جریان می‌یابد و سرانجام در ریگزارهای قره‌قوم فرومی‌رود.
دشت درگز در شمالی‌ترین بخش استان خراسان رضوی ایران واقع شده و از نظر تقسیمات آب‌شناختی، جزو زیرحوزه‌های کویر قره‌قوم به‌شمار می‌آید. سالانه مقادیر زیادی آب به صورت سطحی و زیرزمینی از این منطقه خارج و به کشور ترکمنستان می‌ریزد.

## کانال قره‌قوم
برای بهبود وضعیت جغرافیایی ترکمنستان که بیش از دوسوم مساحت آن را صحرای بزرگ قره‌قوم پوشانده‌است در سال ۱۳۳۵خ/۱۹۵۶م کانالی به نام کانال قره‌قوم در این بیابان ایجاد شد.
این کانال به طول ۱٬۳۴۰ کیلومتر و عرض ۱۲۰ متر حجم عظیمی آب را از آمودریا در مرز شرقی ترکمنستان به دریای خزر در مرز غربی آن منتقل کرده بر سر راه خود حدود یک میلیون هکتار زمین را آبیاری می‌نماید. این کانال در واقع ستون فقرات اقتصاد کشاورزی ترکمنستان است و افزون‌بر آن به کار حمل و نقل بار به وسیله کشتی و تولید برق نیز می‌آید.
با احداث این کانال بخش‌های گسترده‌ای از بیابان‌های ترکمنستان آبیاری و به زیرکشت پنبه رفت و گروهی از عشایر دام‌پرور ترکمن در حاشیهٔ آن اسکان داده شدند.
در سال ۲۰۰۰ دولت ترکمنستان با هدف جمع‌آوری و انبار آب‌های رودخانه‌های منطقه، اقدام به تأسیس دریاچه‌ای نیز در صحرای قره‌قوم نمود.